# 永遠の別れ
「永遠の別れ」（えいえんのわかれ、原題: "Doomsday"）は、イギリスのSFテレビドラマ『ドクター・フー』の第2シリーズ最終話。2006年7月8日に初めて放送され、7月1日に放送された「嵐の到来」と二部作をなすその後編である。この二部作には2005年のエピソード「わかれ道」での出来事での絶滅を回避したダーレクと、2006年のエピソード「サイバーマン襲来」「鋼鉄の時代」のパラレルワールド由来のサイバーマンが登場する。両種族は「嵐の到来」の結末で予期せず地球に到来した。
ダーレクとサイバーマンの両方を登場させるコンセプトは1967年に提案されたが、ダーレクの製作者テリー・ネイションに却下された。このエピソードは1963年11月23日に始まった『ドクター・フー』の歴史で初めて両種族の対立を描いており、ローズ・タイラーとしてビリー・パイパーがメインのコンパニオンとして登場した最後のエピソードでもある。また、ローズの恋人ミッキー・スミス役でノエル・クラークが、ローズの両親ジャッキー・タイラー役とピート・タイラー役でカミーユ・コデュリとシャウン・ディングウォールがレギュラー出演する最後のエピソードでもある。本作と「嵐の到来」は2005年11月から2006年1月に撮影され、これは「サイバーマン襲来」や「鋼鉄の時代」と同時進行であった。
舞台は主にカナリー・ワーフの超高層ビルワン・カナダ・スクウェアで、エピソードのプロットの大部分はダーレクとサイバーマンの世界戦争の勃発と、大変動の中で絶滅の縁に立たされる人類からなる。10代目ドクターとタイラー一家、そしてミッキー・スミスは状況の逆転と生存をかけて戦いに挑む。彼らは成功を収めるが、ローズとドクターは別々の宇宙に取り残されるという結末を迎える。
本作は番組のリバイバル以降、『ドクター・フー』で最も人気の高いエピソードの1つである。本作は「嵐の到来」と共に2007年ヒューゴー賞映像部門短編部門にノミネートされ、同じくシリーズ2の「暖炉の少女」が受賞した。評価指数は「わかれ道」、「静寂の図書館」「影の森」に並ぶ89で、2008年6月28日に「盗まれた地球」が評価指数91を記録するまでは最高値であった。ダーレクとサイバーマンの対立、ドクターとローズの別れのどちらもが、大半の批評家から高評価を受けた。

## 制作

### コンセプト

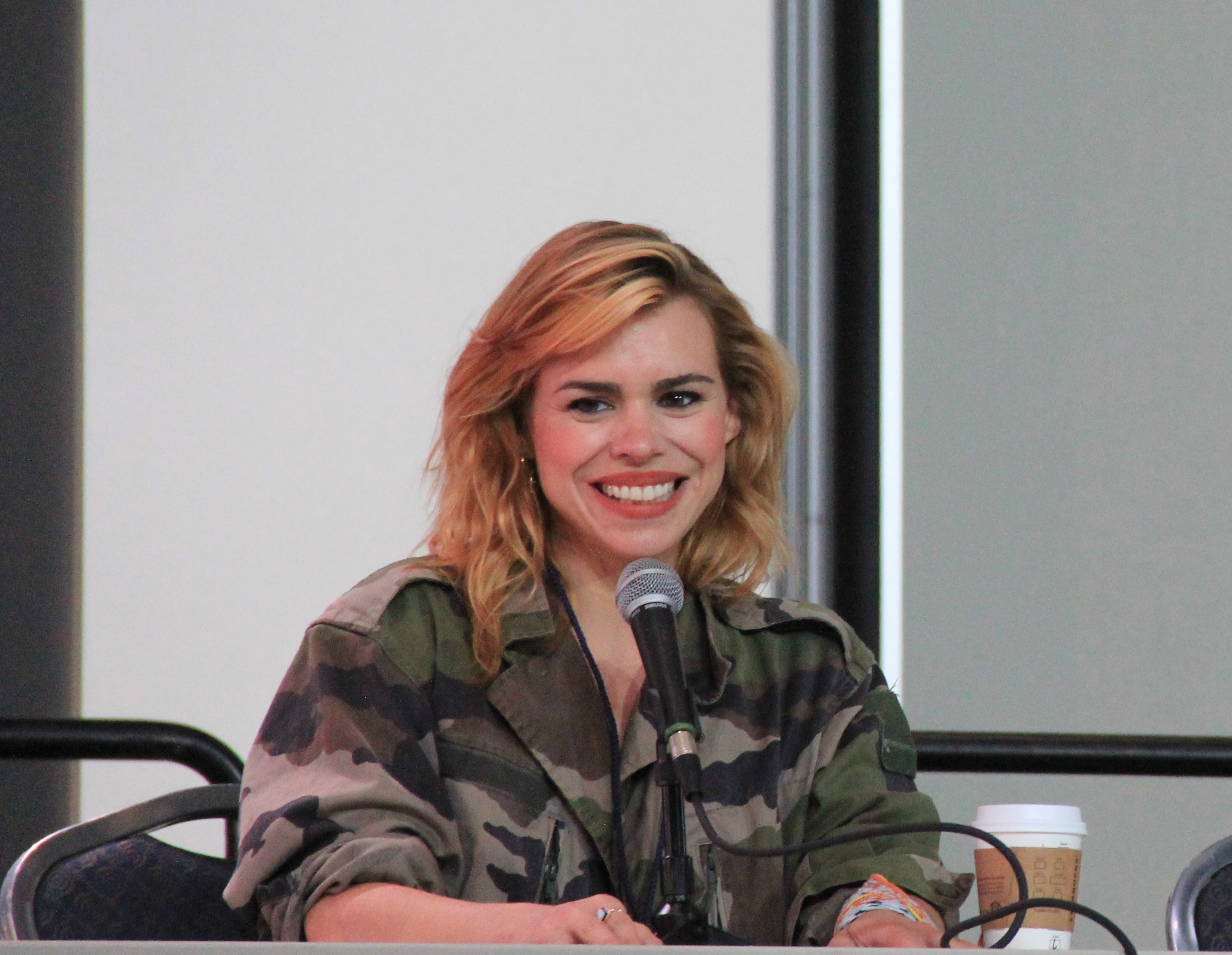
「永遠の別れ」でビリー・パイパーが演じるローズ・タイラーはドクターと離れ離れになった。パイパーは1年前にローズ役の降板を決めていた

ダーレクとサイバーマンが共に画面に登場するコンセプトは新しいものではない。1967年12月、BBCはテリー・ネイションに両種族を共演させるよう依頼したが、ネイションはこのアイディアを拒否していた。2006年にデイヴィスがシリーズの構想を考えているとこのアイディアが頭に浮かび、人気の高いダーレクに復活をもたらし、2シリーズの後に『ドクター・フー』を降板すると決めたパイパーにも適切な退陣を提供できるとした。「永遠の別れ」はサイバーマンとダーレクが同じ画面に登場した『ドクター・フー』で最初のエピソードである。サイバーマンとダーレクは The Five Doctors と「嵐の到来」で同じエピソードに登場したが、別々のシーンであった。
フィナーレである本二部作は当初、「にぎやかな死体」と「悲しきスリジーン」で焦点が当てられた裂け目のあるカーディフを舞台にしていた。2005年にスピンオフ作品『秘密情報部トーチウッド』の会議があり、デイヴィスがこのシリーズの舞台をカーディフに決定し、「嵐の到来」と「永遠の別れ」の舞台はロンドンのカナリー・ワーフに移された。
制作スタッフの間で議論の種となったのは、誰がローズを救うかという問題だった。デイヴィスとジュリー・ガードナーはピートがローズを救うことを望んだ一方、クラークとフィル・コリンソンはミッキーを望んだ。この役割は最終的にピートに与えられ、彼がローズを代わりの娘として受け入れたことが強調された。また、ドクターがローズに返そうとした言葉も議論された。デイヴィスは返事を特定しないようにし、コリンソンにDVDコメンタリーで内容を問われたときには知らないと主張した。一方で、ガードナーはドクターがローズの愛に報いたと情熱的に信じた。
ストーリーの要素にはフィリップ・プルマンの『ライラの冒険』三部作にインスパイアされたものもある。プルマンはエピソード中の反映に喜び、作品を反映する彼自身の実践とデイヴィスの行動を対比した。

### 撮影

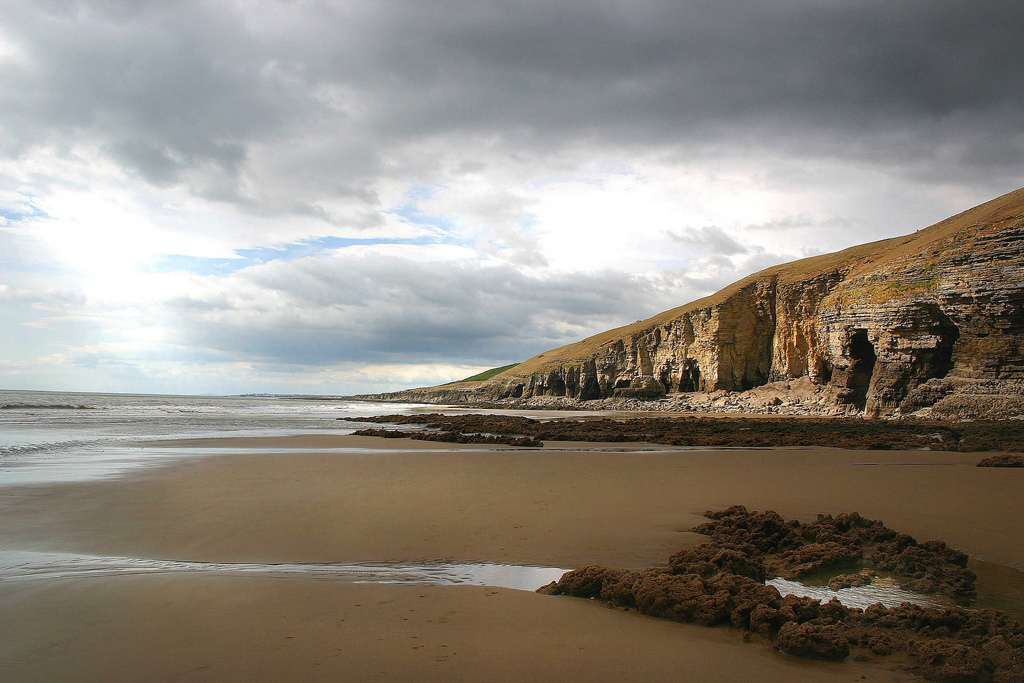
ウェールズのサウザーンダウンビーチがバッド・ウルフ・ベイでのドクターとローズの別れの背景に使用された

クラークとディングウォールが撮影に確実に参加できるようにするため、本作はシリーズ2の第3制作ブロックで「サイバーマン襲来」と「鋼鉄の時代」と共に撮影された。撮影は2005年11月2日にロンドンのケニントンで開始されたが、制作クルーが主に注力を始めたのは11月29日で、球体の部屋を巡るシーンから撮影が始まった。タイラー一家がノルウェーを車で走り抜けるシーンは12月6日にブリジェンドで撮影された。主に今作の舞台であるレバーの部屋のシーンは2005年12月12日から15日、2006年1月3日から5日にかけて撮影された。ローズがボイドの裂け目に吸い込まれるシーンのグリーンスクリーン処理は1月13日に行われ、橋の上での軍とサイバーマンの衝突は1月15日に撮影された。
他の撮影はカーディフ湾のコール・エクスチェンジとマウント・スチュアート・スクウェアで行われた。本作の最後から2番目のシーンであるドクターとローズの別れは2006年1月16日に撮影され、この日はクラークとディングウォールの最後の撮影であった。バッド・ウルフ・ベイでの全シーンはヴェール・オブ・グラモーガンのサウザーンダウンで撮影された。パイパーが最後に撮影したシーンは、3月31日の「地獄への扉」でローズがドクターと合流するシーンだったが、撮影は遥かに感情的で、セットには涙が数滴零れていた。
「永遠の別れ」のラストシーンはキャサリン・テイトがドナ・ノーブルとしてターディスに出現するシーンで、これはラップパーティーの間の3月31日に撮影された。ローズの別れとテイトの登場を伏せておくため、別れのシーンはパイパーとテナントだけに台本が手渡され、監督のグレアム・ハーパーは最後の瞬間まで最終シーンのことを知らされていなかった。

### 音楽
ダーレクやサイバーマンやローズのテーマといった既存の音楽を使うだけでなく、マレイ・ゴールドは特別に "Doomsday" という題のローズの別れのための音楽を作曲し、ヴォーカルにメラニー・パッペンヘイムを起用した。ゴールドは、デイヴィスや他の制作チームが期待していた込み上がるバイオリンではなく、最小限のアプローチを採用した。制作チームに曲を売り込む際、ゴールドはローズの解放されたエネルギーと、ドクターを捜すという決意を曲が表すと説明した。後に彼は、「ドキドキするような、極めて感情的なロックの辛そうな音が欲しかった。なぜなら、ローズは傷ついたら寝室に駆けこんで閉じこもり、本当に思い切りなく泣く、それが彼女のすることだろうから。」と述べた。この曲はローズが「マネキンウォーズ」でターディスに初めて入ったときと同じヴォーカルが使用され、ファンやエグゼクティブ・プロデューサーのジュリー・ガードナーに好まれた。パッペンヘイムの全面的貢献を以て、「クリスマスの侵略者」の "Song for Ten" と共に数か月後に両シリーズのサウンドトラックが発売された。

## 放送とリリース

### 放送と放送前のメディアのブラックアウト

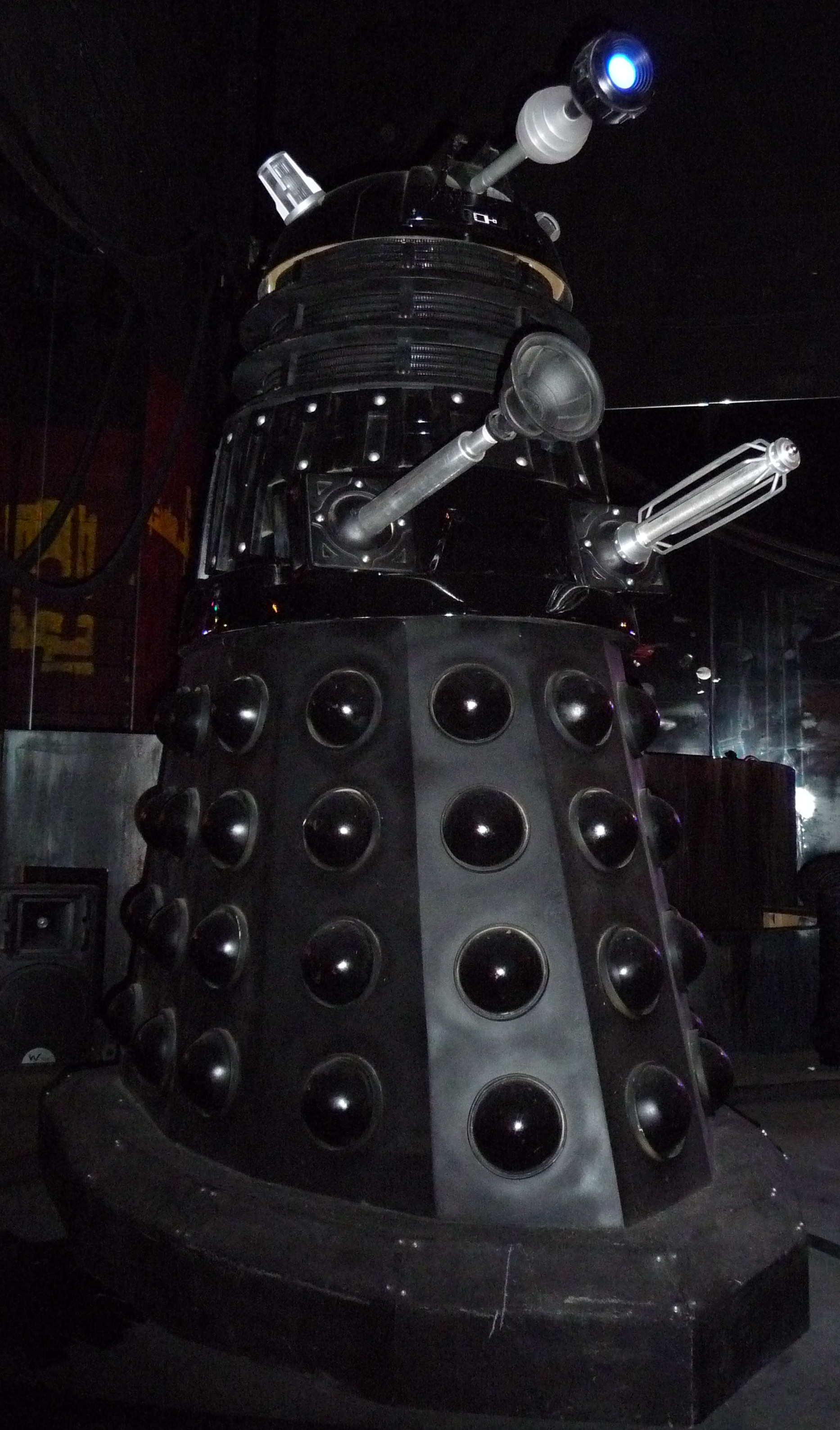
ダーレク・セク

エピソードに繋がる情報を可能な限り保護するため、「嵐の到来」の最終シーンはどの事前審査員にも差し控えられた。エピソードを評価するBBCのウェブサイトの Fear Forecasters は放送前に「永遠の別れ」を見ることが許可されず、制限されたコピーへのアクセスが認められた。このためウェブサイトに本エピソードの Fear Forecast は掲載されなかった。しかし、ダーレク・セクの小道具はこれまでのシリーズで使われていなかったが、2006年英国アカデミー賞テレビ部門で制作チームが受賞している間に式典へ侵攻した。
なお、同様のエピソードの一時禁止は後のシーズンフィナーレである「ラスト・オブ・タイムロード」でも見られた。
エピソードの最終平均視聴者数は822万人で、ワールドカップの試合を除けば、その週でドラマ『コロネーション・ストリート』のエピソードに次いで2番目に視聴者の多かった番組となり、全体でも8番目であった。Doctor Who Confidential の対応するエピソードは100万人を超える視聴者を獲得し、その週に地上波以外のチャンネルで2番目に多く視聴された番組となった。視聴率は後続する2006 FIFAワールドカップのサッカードイツ代表とサッカーポルトガル代表の試合を上回り、視聴人口は100万人分上回った。
カナダ放送協会では2007年2月19日に初めて放送された。

#### 日本での放送
日本では「嵐の到来」から1週間空いた2007年3月20日にNHK BS2で、通常の放送枠から55分遅れで放送された。地上波では2008年3月4日にNHK教育で、こちらは通常枠で放送された。本作はNHKで放送された『ドクター・フー』としては最後のエピソードとなり、地上波での『ドクター・フー』放送は2017年9月10日のシリーズ5「11番目の時間」まで待つことになった。
2011年3月27日には LaLa TV で放送された。「永遠の別れ」と直接つながるエピソードである2006年クリスマススペシャル「消えた花嫁」は同年12月14日に同じく LaLa TV で放送された。

### リリース
初回放送の後、「危険なお絵描き」と「嵐の到来」と共に2006年9月25日にDVDが発売された。
日本では2007年5月23日に同じ組み合わせで特典映像 Doctor Who Confidential と第2シリーズNG集付きで発売された。

## 評価
「永遠の別れ」は新シリーズの『ドクター・フー』で最も人気の高いエピソードの1つである。評価指数は89を記録し、後に「盗まれた地球」の91に抜かれるまで約2年間最高値であった。また、本作はIGNの評価で10点満点の評価を受けた初めての『ドクター・フー』のエピソードでもあり、アクションに満ちて感動的なエピソードを制作したことについてIGNはデイヴィスを絶賛した。 Television Without Pity はA+の評価を与えた。The Stage はダーレクとサイバーマンの戦いを2006 FIFAワールドカップをも覆い隠して「週末に見る価値のある唯一のこと」だったとコメントし、別れのシーンは「宇宙のドライアイでではなく、美しく書かれ感動的に演じられた」とした。Digital Spyのデック・ホーガンは本エピソードが「高い興奮と感動的な痛切さがあり、美しくバランスが取れていた」と感じ、サイバーマンにアップグレードされたイヴォンヌ・ハートマンがオイルの涙を一滴流したシーンは「気が利いている」と感じた。ただし彼は、キャサリン・テイトの登場がエピソードの結末には不必要であり、雰囲気を壊していると批判した。『ガーディアン』紙のスティーブン・ブルックは本作を「現代シリーズのクライマックスで、大いに感動的で、恐ろしく、本当にエキサイティングだ」と考え、ローズの離脱は「素晴らしく処理された」とした。彼は本エピソードの「番組史上最も主要なモンスターたち」の戦争のプロットを肯定的に映画『エイリアンVSプレデター』と対比した。
「嵐の到来」と「永遠の別れ」の物語は『ドクター・フー』第2シリーズから2007年ヒューゴー賞映像部門短編部門にノミネートされた3本のうちの1つであり、残る2つは「同窓会」と「暖炉の少女」で、後者が賞を受賞した。
SFX による投票では、SF作品の名場面として9万人の読者がドクターとローズの別れに投票した。